# Kalludevarahalli, Hassan
Kalludevarahalli là một làng thuộc tehsil Hassan, huyện Hassan, bang Karnataka, Ấn Độ.